# بمب اس‌سی ۲۵۰
اس‌سی ۲۵۰ (به آلمانی: Sprengbombe Cylindrisch 250) یک بمب انفجاری قوی چند منظوره از نوع هواپرتاب بود که توسط آلمان نازی در طول جنگ جهانی دوم ساخته شد و در آن دوره به‌طور گسترده‌ای مورد استفاده قرار گرفت. این بمب تقریباً توسط تمام بمب‌افکن‌های آلمانی قابل حمل بود و به‌ویژه توسط یونکرس یو ۸۷ مورد استفاده قرار گرفت. وزن بمب حدود ۲۵۰ کیلوگرم بود که نام این بمب نیز از آن گرفته شده است.
بمب اس‌سی ۲۵۰ در جبهه شرقی و در بسیاری از مناطق دیگر مورد استفاده قرار گرفت و به دلیل قدرت مخربش، موجب ترس و وحشت بود. این بمب یکی از بمب‌های پرکاربرد در جنگ جهانی دوم بود و از آن در حمله هوایی به لندن به‌طور گسترده‌ای استفاده شد.